# Indonéský cestovní pas

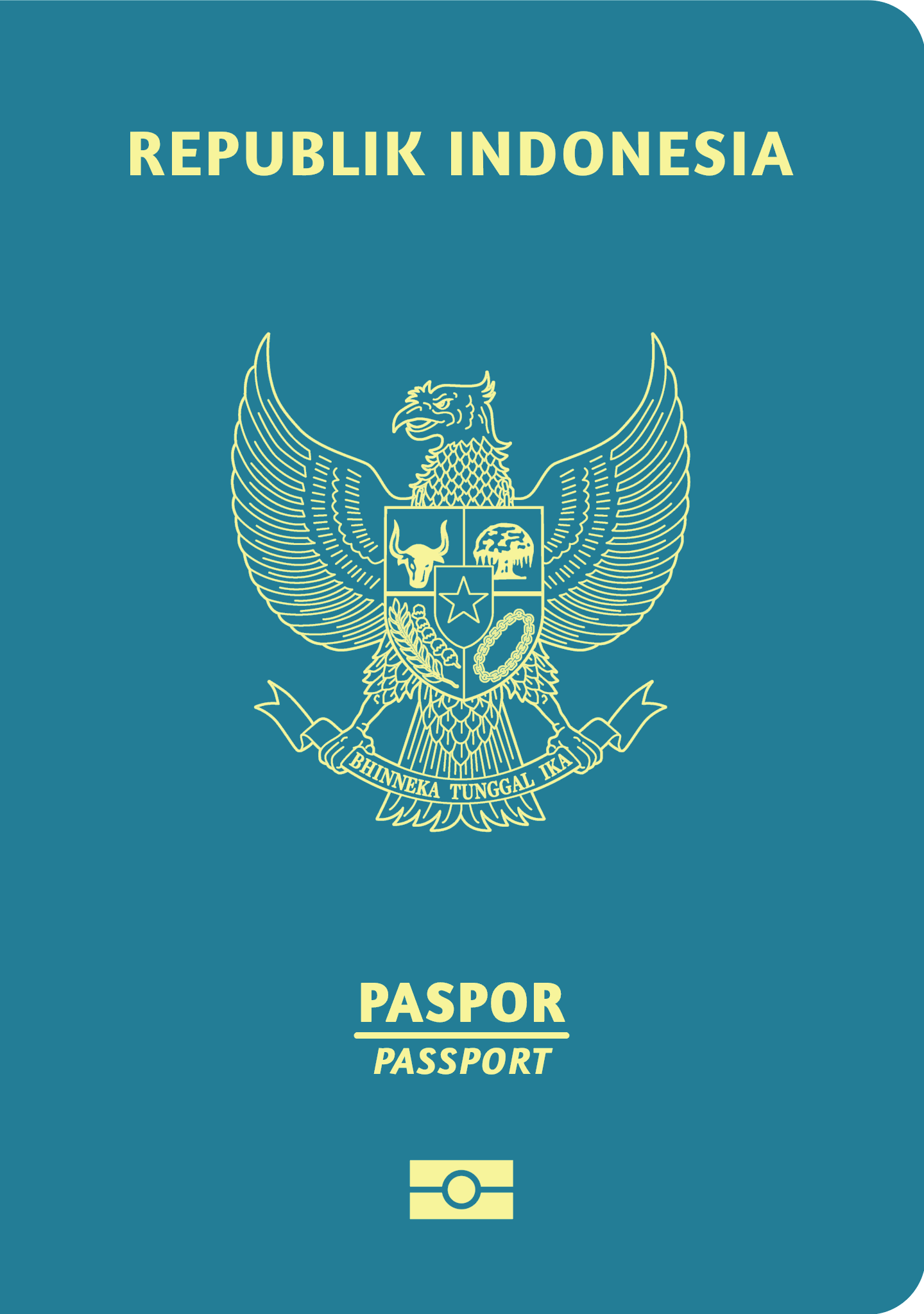
Indonéský cestovní pas

Indonéský cestovní pas je cestovní doklad vydaný indonéskou vládou indonéským občanům s bydlištěm v Indonésii nebo v zámoří. Hlavním řídícím orgánem, pokud jde o vydávání těchto pasů, držení, odebírání a související záležitosti, je Generální ředitelství pro imigraci pod ministerstvem práva a lidských práv.
Indonésie neuznává svým občanům vícenásobné občanství a tito občané automaticky ztratí své indonéské občanství, pokud dobrovolně získají další občanství. Zvláštní výjimky umožňují nově narozeným občanům mít dvojí národnost (včetně indonéské) až do jeho/jejích osmnáctých narozenin, po kterých by se mělo rozhodnout, které občanství si vyberou.
Nejnovější indonéský pas má na každé stránce jiné národní ptáky a scenérie.
Nejnovější verze indonéského cestovního pasu byla poprvé oznámena 30. října 2014. Mezi viditelné revize patří:
1. Barva obálky: Před 30. říjnem 2014 byly běžné indonéské pasy vydávány s tmavě zelenou obálkou, zatímco nejnovější je tyrkysově zelená (hijau toska).
2. Erb: ten je nyní vycentrovaný a výrazně větší než ve starší verzi
3. Překlad (pouze obálka): Dvojjazyčně se objevuje pouze „pas“ (indonéština nahoře a angličtina níže), zatímco výraz „Republik Indonesia“ není přeložen.

Generální ředitelství pro imigraci oznámilo, že od 12. října 2022 jsou k dispozici pasy s 10letou platností pro indonéské občany starší 17 let 

## Vízové požadavky

Vízové požadavky Indonésie